# Wallfahrtskirche Maria Langegg

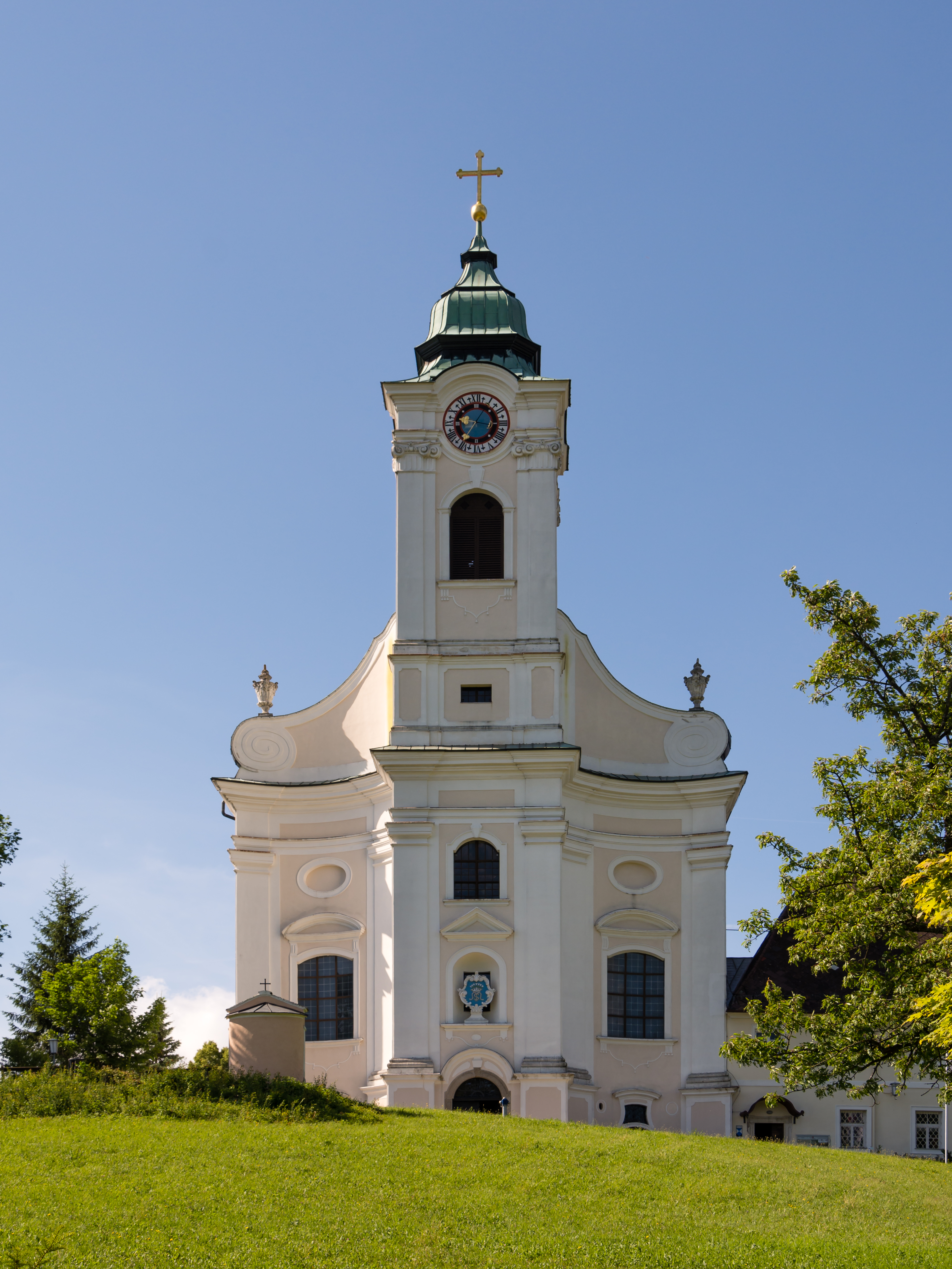
Fassade der Kirche

Die Pfarrkirche Mariae Geburt ist eine römisch-katholische Wallfahrtskirche in der Katastralgemeinde Maria Langegg der niederösterreichischen Gemeinde Bergern im Dunkelsteinerwald (Diözese St. Pölten).

## Geschichte
Die Geschichte der Wallfahrt in Maria Langegg geht auf den Salzburger Hofmeister Matthäus Häring zurück, der 1604 gelobte, für ein von ihm verehrtes Marienbild – dem heutigen Gnadenbild – eine Kapelle zu erbauen, wenn sein schwer erkranktes Kind genesen würde. Das Kind wurde tatsächlich wieder gesund, und bereits 1605 entstand die Kapelle. Schon bald musste sie erweitert werden, da sie von immer mehr Wallfahrern aufgesucht wurde. Ab 1623 gab es einen ständigen Seelsorger. 1647 berief Nikolaus Schober Hartenbach, Besitzer von Langegg, die Serviten nach Maria Langegg. Bald nach dem Dreißigjährigen Krieg wurde mit dem Bau des Klosters begonnen, das in mehreren Etappen errichtet wurde: 1654 wurde der Westtrakt fertiggestellt, 1682 der Nordtrakt, und 1733 der Südtrakt.
Wegen der zahlreichen Wallfahrer beschloss das Ordenskapitel 1764 den Neubau einer größeren Kirche, der 1773 mit der Übertragung des Gnadenbildes aus der alten Kirche abgeschlossen war. Baumeister war Michael Ehmann.
Unter Kaiser Joseph II. wurde Maria Langegg 1783 selbständige Pfarre.
Am 5. April 1966 kam es durch Blitzschlag zu einem Brand des Turmes.
1974 verließen die Serviten Maria Langegg. Danach diente das Klostergebäude als Haushaltungsschule und später als Bildungshaus der Diözese St. Pölten.
Seit 1993 ist die Gemeinschaft der Seligpreisungen in Maria Langegg ansässig, das Gebäude also wieder ein Kloster. Seit 2007 wird der Wallfahrtsort auch von Priestern dieser karmelitisch geprägten Gemeinschaft betreut.
Im Zuge des EU-Förderprogrammes LEADER+ wurde ab 2006 im Klostergebäude auch ein Wallfahrtsmuseum eingerichtet und 2008 eröffnet.

## Baubeschreibung
Die Kirche ist – entgegen der üblichen Ostung – nach Süden ausgerichtet und bildet den Ostflügel des Klostergebäudes. Der Turm ist in die geschwungene Nordfassade mit einbezogen und durch eine kleine Kesselhaube bekrönt. Drei Portale führen von der Frontseite in die Vorhalle der Kirche. Die äußere Ostwand der Kirche ist durch fünf flache Pilaster sowie durch vier große Fenster gegliedert.
Der Innenraum ist ein einschiffiger Saalraum und flachen Seitenkapellen. Das mittlere und größte der drei Joche im Langhaus besitzt eine flache Kuppel und etwas stärker vertiefte Seitenkapellen. Die Orgelempore über der Vorhalle im Norden wird von einem flachen Kuppelgewölbe überspannt. Das Presbyterium schließt im Süden an das Langhaus an, ist etwas schmäler als das Langhaus, und besitzt ebenfalls ein flaches Kuppelgewölbe. An das Presbyterium schließen östlich die Schatzkammer und westlich ein Oratorium an. Der Chor wird im Süden durch einen flachen Bogen abgeschlossen.

## Ausstattung

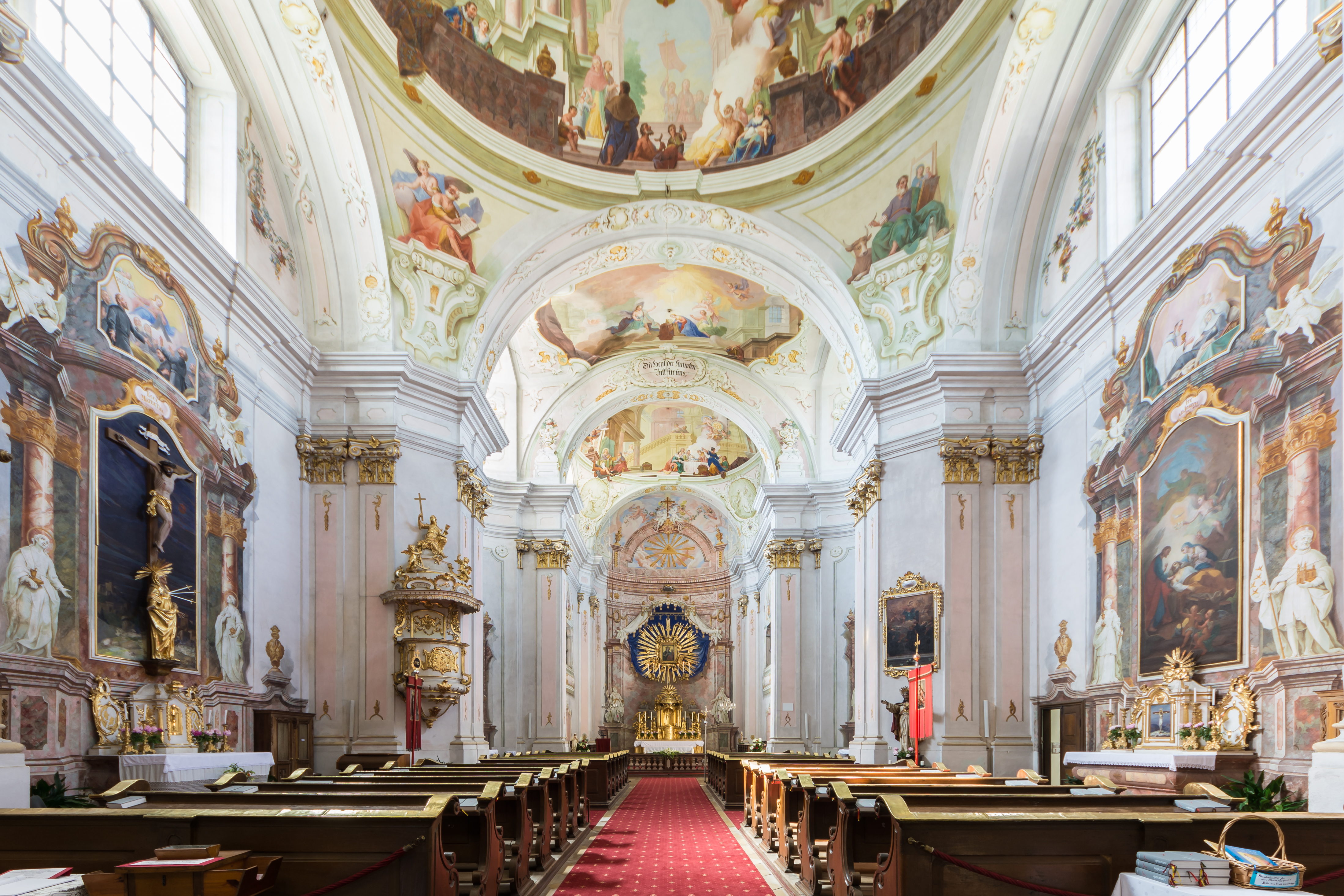
Innenraum der Kirche

Die Ausstattung der Kirche ist marianisch geprägt, entsprechend dem Kirchenpatrozinium und der Wallfahrt zu Maria, Heil der Kranken. An den Seitenaltären sind darüber hinaus die Sieben Heiligen Väter des Servitenordens dargestellt.
Künstlerisch dominiert wird die Ausstattung der Kirche von den Gemälden, geschaffen von Josef Adam Mölk. Von ihm und seinen Gehilfen (vier sind namentlich überliefert) stammen die Deckenfresken ebenso wie die Altarbilder der Seitenaltäre.

### Fresken

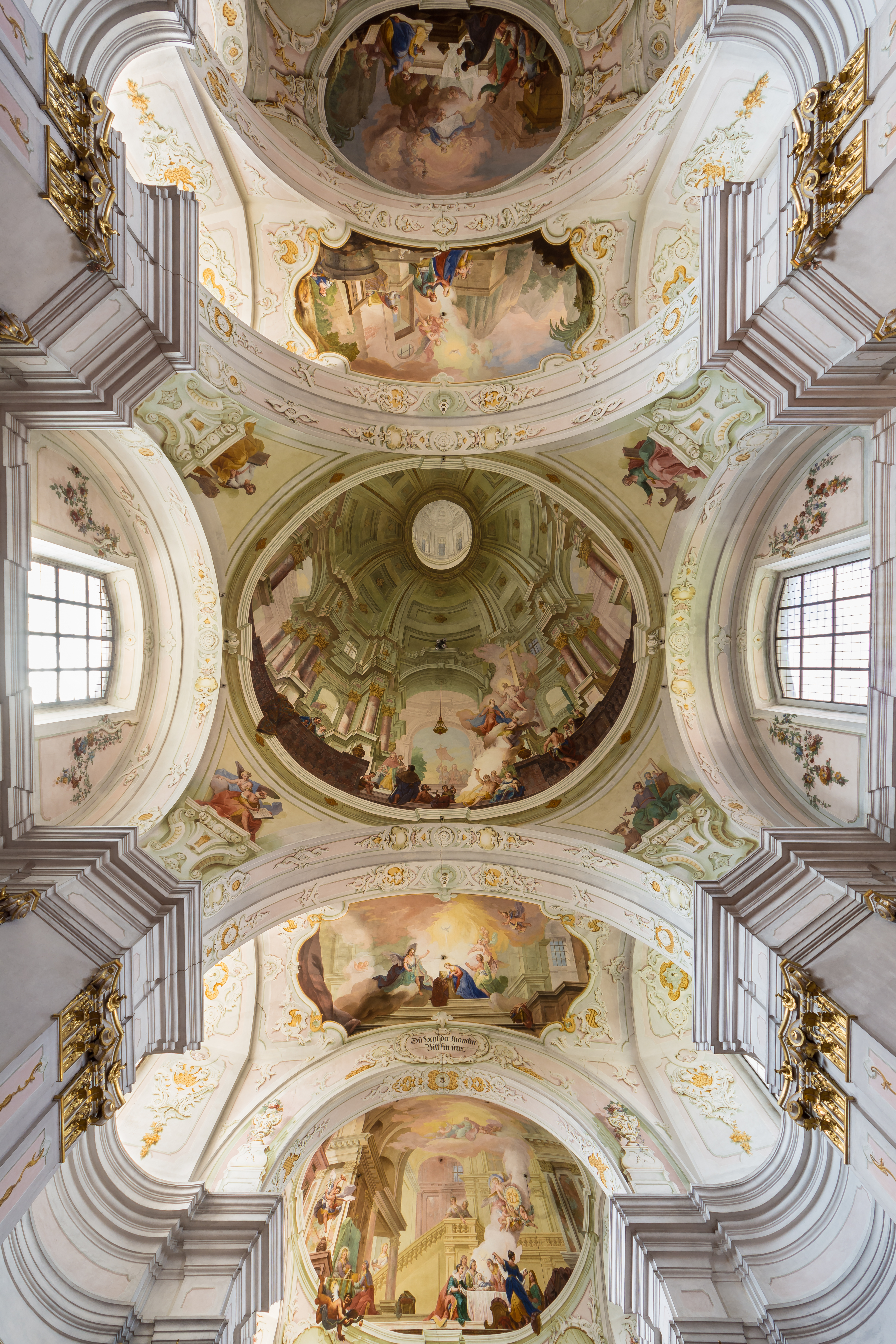
Die Deckenfresken – die Scheinkuppel ist für die Betrachtung vom Kircheneingang her berechnet und wirkt in dieser Perspektive völlig falsch

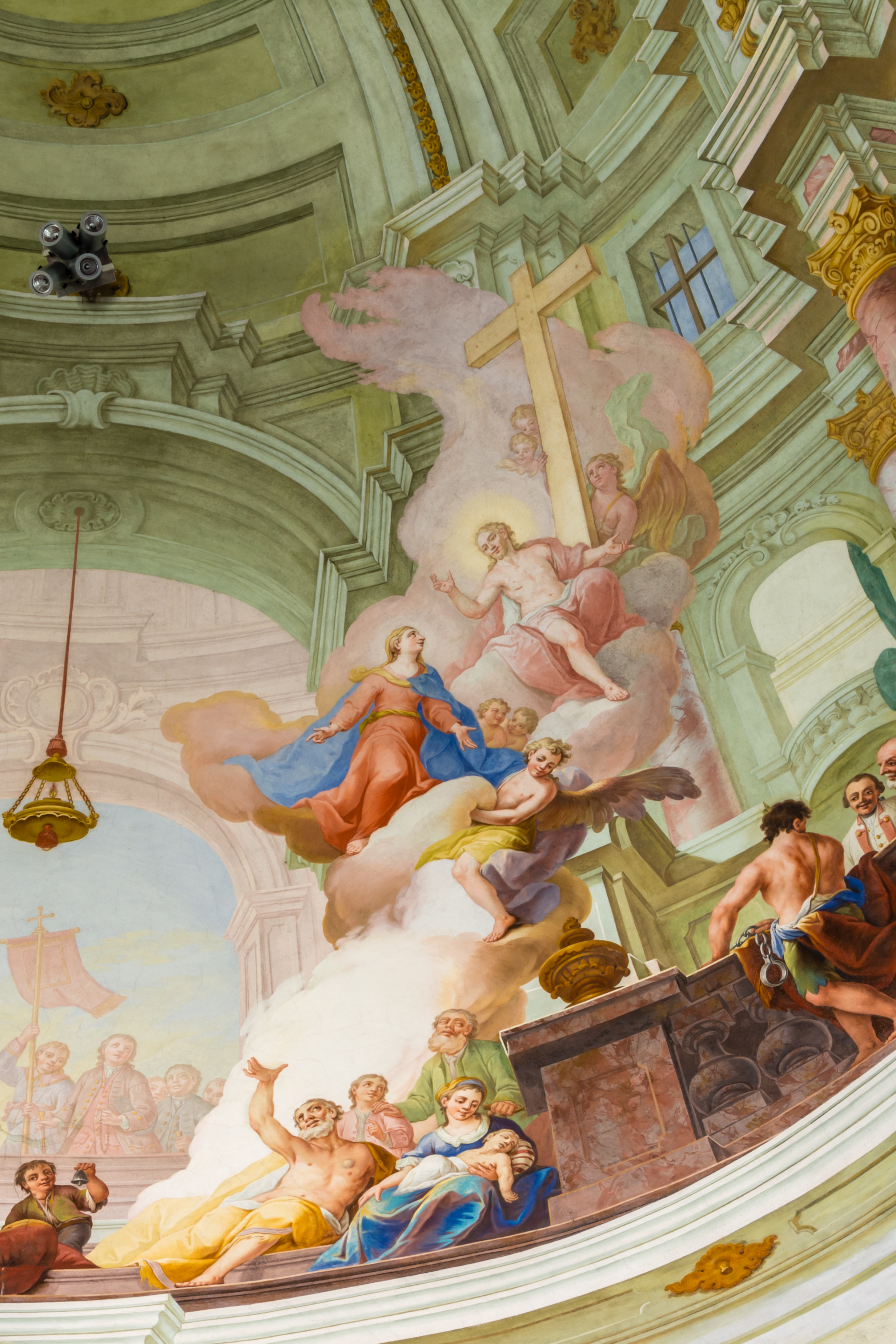
Detail des Kuppelfreskos Maria, Heil der Kranken

Die Deckenfresken zeigen wesentliche Ereignisse im Leben Mariens:
- Die Geburt Mariens – das Patrozinium der Kirche – im Presbyterium. Als Symbol für die Freiheit Marias von aller Sünde ist auf der linken Seite die Vertreibung Luzifers durch den Erzengel Michael dargestellt. Luzifer hält in der Hand eine Schlange mit einem Apfel, was auf den Sündenfall im Paradies hinweist, und wird von Michael regelrecht aus dem Bild gestoßen.
- Die Verkündigung an Maria durch den Erzengel Gabriel im vordersten Joch des Langhauses.
- Maria, Heil der Kranken ist in der Mittelkuppel dargestellt. Dieses Fresko zeigt kranke und hilfesuchende Menschen sowie eine herannahende Pilgergruppe, die sich an Maria als Fürbitterin bei Christus wenden. Links ist der Stifter Matthäus Hering mit Gemahlin dargestellt, rechts der Baumeister Michael Ehmann sowie Pater Rupert Strebig, der Baudirektor der Kirche. Interessant die illusionistische Scheinarchitektur, deren Perspektive auf eine Betrachtung vom Kircheneingang her konzipiert ist.
- Die Heimsuchung, der Besuch Mariens bei ihrer Verwandten Elisabeth nach der Verkündigung, ist im hinteren Joch des Langhauses dargestellt.
- Die Himmelfahrt Mariens, umgeben von den Aposteln, schließt im Joch über der Orgel den Marienzyklus ab.

### Altäre
Eine Besonderheit sind die Altäre, die – vermutlich aus Kostengründen – alle nicht plastisch, sondern als Illusionsmalerei ausgeführt sind.
Der Hochaltar wurde 1789 von Andreas Rudroff als monumentale Altarwand geschaffen, in dessen Mitte das Gnadenbild Maria, Heil der Kranken in einem Strahlenkranz und unter einem Baldachin angebracht ist. Seitlich sind die Eltern Marias, die Heiligen Joachim und Anna gemalt, darüber im Altaraufsatz das Auge Gottes.
Die Mensa steht abgerückt vor der gemalten Altarwand und trägt den vom Bildhauer Anton Caccon geschaffenen Tabernakel.
Die Seitenaltäre in den drei Jochen des Langhauses sind ebenfalls als Illusionsmalerei ausgeführt. Fünf der sechs Altäre stammen von Josef Adam Mölk und seinen Gehilfen. Die beiden mittleren sind aufgrund der größeren Jochbreite auch entsprechend breiter als die Seitenaltäre der angrenzenden Joche.
- Philippus Benitius-Altar (vorne links): Das Altarbild zeigt den Heiligen aus dem Servitenorden kniend vor der Muttergottes mit Kind. Im Hintergrund hält ein Kardinal die Tiara als Hinweis darauf, dass er seiner Wahl zum Papst nur durch Flucht entgehen konnte. Seitlich die Heiligen Petrus und Paulus, im Altaraufsatz der Heilige Sebastian. Im Glasschrein auf der Altarmensa befindet sich das Prager Jesulein.
- Kreuzaltar (Mitte links): Kruzifix mit Schmerzensmutter (plastisch), dahinter eine gemalte Darstellung der Stadt Jerusalem. Seitlich die Heiligen Johannes und Maria Magdalena, im Altaraufsatz die Sieben Heiligen Väter des Servitenordens, wie sie von Maria ihre Ordenskleidung empfangen.
- Nepomuk-Altar (hinten links): Das Altarbild zeigt den Heiligen, wie er in den Wellen der Moldau von einem Engel gehalten wird, darüber Christus mit Engeln, die die Zunge des Heiligen halten. Seitlich die Heiligen Antonius von Padua und Franz von Assisi, im Altaraufsatz der Heilige Leonhard.
- Peregrini-Altar (vorne rechts): Darstellung des Heiligen, dessen kranker Fuß von einem Engel geheilt wird. Seitlich die Heiligen Aloisius und Stanislaus Kostka, im Altaraufsatz der Heilige Florian.
- Josefsaltar (Mitte rechts): Das Bild zeigt den Tod des Heiligen Josef. Seitlich die Heiligen Barbara und Leopold, im Altaraufsatz die Heilige Juliana von Falconieri.
- Neun Chöre der Engel-Altar (hinten rechts): Dieser Altar wurde als einziger nicht von Mölk geschaffen, sondern von Franz Sigrist (1773). Das Thema des Altarbildes beruht auf den Visionen des Propheten Daniel. Seitlich zwei Selige des Servitenordens aus Siena, Francesco Patrizi und Joachim Piccolomini, im Altaraufsatz eine Darstellung Johannes des Täufers.

### Kanzel
Die Kanzel am linken Mittelpfeiler des Langhauses wurde 1773/74 vom Bildhauer Andreas Gruber geschaffen. Sie zeigt bereits klassizistische Formen, während das Schnitzwerk noch spätbarock ist. Am Kanzeldach sind die drei göttlichen Tugenden: Hoffnung, Glaube und Liebe (von links). Am Kanzelkorb sind Reliefs angebracht: links die Predigt Johannes des Täufers, im großen Mittelfeld der zwölfjährige Jesus im Tempel, und rechts Petrus im Gefängnis.
Am rechten Wandpfeiler des Langhauses, gegenüber der Kanzel, befindet sich ein Ölgemälde, das die Sieben Heiligen Väter des Servitenordens zeigt.

### Orgel

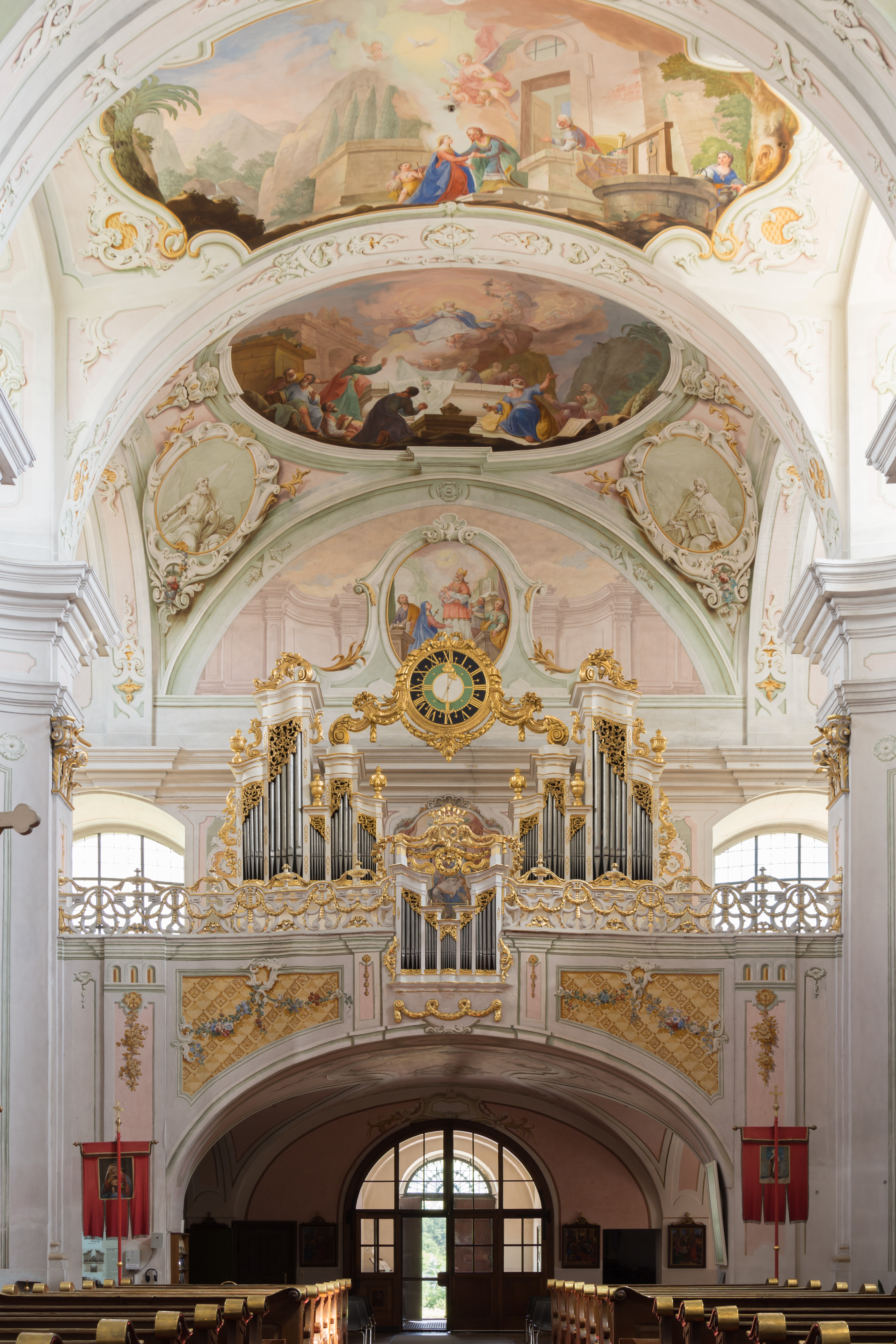
Die Orgel

Die original erhaltene Orgel wurde von Stephan Helmich aus Wien in den Jahren 1781–1782 errichtet. Sie steht in der süddeutsch-österreichischen Orgelbautradition des Barock und besitzt 17 Register bei zwei Manualen und Pedal. Hauptwerk und Pedal sind auf die beiden Hauptgehäuse aufgeteilt. An das Rückpositiv ist der Spieltisch angebaut. Das Instrument hatte zwei Mal finanziert werden müssen, denn der erste Betrag wurde vom josephinischen Staat beschlagnahmt.

## Glocken

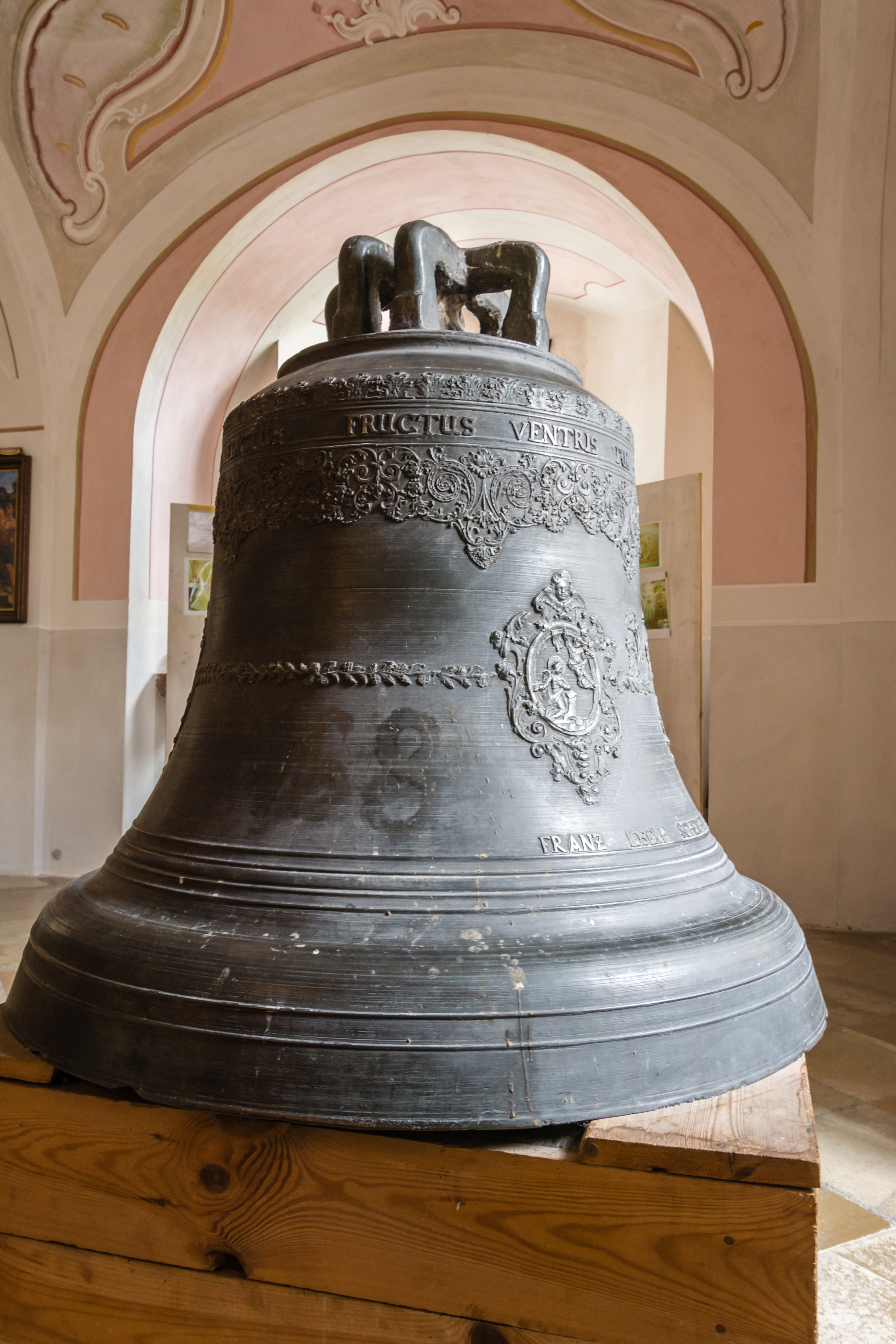
Alte Glocke

Die Kirche besitzt ein wohlklingendes Geläut aus sechs Glocken:
| Nr. | Nominal (1/8) | Gewicht (kg) | Durchmesser (cm) | Gussjahr | Gießer                      | Material  |
| 1   | c1+0          | ca. 2300     | 171              | 1925     | Böhler                      | Gussstahl |
| 2   | e1+0          | ca. 1200     | 136              | 1925     | Böhler                      | Gussstahl |
| 3   | g1+0          | 707          |                  | 1966     | Glockengießerei St. Florian | Bronze    |
| 4   | a1-2          | ca. 460      |                  | 1925     | Böhler                      | Gussstahl |
| 5   | c2+0          | 248          |                  | 1966     | Glockengießerei St. Florian | Bronze    |
| 6   | d2+0          | 206          |                  | 1966     | Glockengießerei St. Florian | Bronze    |

In der Kirche ist unter der Orgelempore noch eine alte barocke Glocke ausgestellt. Sie wurde 1774 von Franz Josef Scheichel gegossen und besaß ursprünglich den Schlagton g1. Durch den Turmbrand 1966 wurde sie so beschädigt, dass sie nicht mehr geläutet werden kann.
Die Stahlglocken der Firma Böhler hingegen überstanden den Brand unbeschadet. Es gibt sogar Hinweise darauf, dass sie durch diese „Wärmebehandlung“ jetzt besser klingen als früher. Die große Glocke ist die größte Stahlglocke Niederösterreichs.

## Ursprungskapelle
Das Presbyterium ist als Rest der ursprünglichen Kirche erhalten geblieben und heute eine frei stehende Kapelle am Hügel neben der Kirche. Im Gegensatz zur heutigen Kirche ist sie nach Osten ausgerichtet. Ihr frühbarocker Altar wurde 1663 von Franz Jacob geschaffen. Das Altarbild zeigt die Schmerzhafte Muttergottes mit den Sieben Heiligen Vätern des Servitenordens.
Die Ursprungskapelle ist ein Denkmal für die in den Weltkriegen gefallenen und ermordeten Priester Niederösterreichs.